# News Parade
News Parade est un film américain réalisé par David Butler, sorti en 1928.
C'est un des premiers films ayant comme sujet le travail des journalistes caméraman.

## Synopsis
Un cameraman d'actualités est chargé de filmer A. K. Wellington, un millionnaire réticent à montrer son image . En suivant l'homme et sa fille à Lake Placid, Palm Beach et La Havane, Nick les sauve tous les deux d'un complot d'enlèvement, et finit par récupérer également ses images.

## Fiche technique
- Autre titre : The News Parade
- Réalisation : David Butler
- Scénario : Malcolm Stuart Boylan, David Butler, William M. Conselman, Burnet Hershey
- Photographie : Joseph A. Valentine, Sidney Wagner
- Montage : Irene Morra
- Production : Fox Film Corporation
- Genre : Comédie[2]
- Durée : 70 minutes
- Date de sortie : 27 mai 1928

## Distribution
- Nick Stuart : 'Newsreel Nick' Naylor
- Sally Phipps : Sally Wellington
- Brandon Hurst : A.K. Wellington
- Cyril Ring : Prince Oscar
- Earle Foxe : Ivan Vodkoff
- Franklin Underwood : Bill Walpole
- Truman H. Talley : Direct-in-Chief Talley

## Production
Certaines scènes du film ont été tournées à Lake Placid.